# Loggia del Consiglio
La loggia del Consiglio, également connue en italien sous le nom de loggia di Fra' Giocondo du nom du frère humaniste Giovanni Giocondo, longtemps considéré comme le concepteur de l'édifice, est un édifice représentatif de l'architecture véronaise de la seconde moitié du XVe siècle. La loggia, située sur la Piazza dei Signori, au cœur de Vérone, était un bâtiment de représentation voulu par les sages de la commune pour les sessions de leur Conseil. Elle est actuellement le siège des bureaux de la province de Vérone.

## Histoire et description
À partir de 1451, la municipalité de Vérone commença la recherche d'un lieu approprié pour accueillir son conseil. En 1476, enfin, elle approuva la construction sur la Piazza dei Signori d'une loggia caractérisée par des colonnes de marbre, qui remplacerait un palais crénelé. Ce dernier était en mauvais état de conservation et, de plus, il avait une élévation avancée vers la place et non alignée avec le bâtiment sur le côté ; Pour concilier les nouveaux canons de l'architecture Renaissance, il fut décidé de reculer la façade de la nouvelle loggia, afin de remodeler la place qui lui fait face et de lui donner une forme régulière.
La conception et la construction du bâtiment sont l'œuvre collective d'humanistes de Vérone, parmi lesquels se distingue Daniele Banda, mais la loggia du XIXe siècle a été attribuée à tort à Giovanni Giocondo, un célèbre moine architecte véronais, actif principalement à Paris, Venise et Rome. La façade était décorée de fresques (les façades peintes étaient typiques de l'architecture civile véronaise contemporaine) et la couronnaient des statues de Catulle, Vitruve, Emilio Macro, Pline l'Ancien et Pline le Jeune, considérés comme d'anciens et illustres citoyens véronais.
Les travaux s'achèvent en 1493 : le résultat obtenu représente la renaissance humaniste de la ville.
Au cours des siècles suivants, la structure est restée pratiquement inchangée, mais de nombreuses commandes ont été confiées à des artistes locaux pour embellir les pièces intérieures. La seule exception était la commande donnée par le conseil municipal au sculpteur Girolamo Campagna, en 1606. Il créa deux hauts-reliefs en bronze, l'un représentant l'Ange annonçant et l'autre la Vierge Annoncée, qui furent placés au centre de la façade ; l'œuvre a été définie comme la sculpture véronaise la plus importante de l'époque, lorsque le secteur artistique était dominé par la peinture. Les bronzes n'ont été enlevés que lors de la restauration du complexe au XIXe siècle : ils ont d'abord été déplacés dans la salle de musique du musée de Castelvecchio puis exposés au musée San Francesco al Corso, près du tombeau de Juliette.

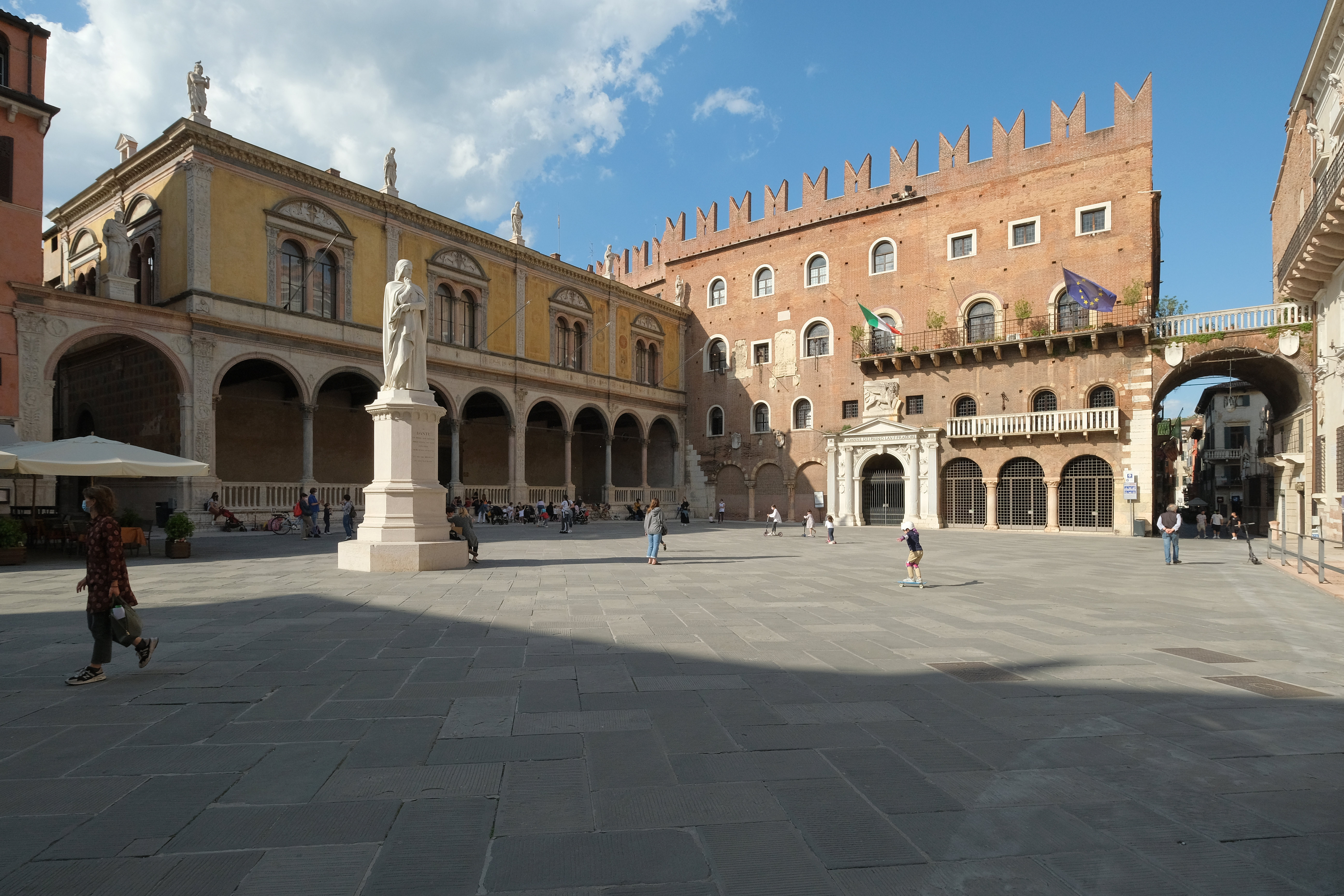
La loggia sur la Piazza dei Signori, avec la statue de Dante au premier plan et le Palais du Podestat à droite.

Lors de la session du Conseil du 8 avril 1595, une série de commandes fut approuvée pour la création d'œuvres picturales décrivant les événements illustres de la ville, parmi lesquels la Dédicace de Vérone à Venise en 1405, exécutée par Jacopo Ligozzi, et La Remise des clés de la ville à l'administrateur Emo, confiée à Sante Creara. Parmi les autres toiles peintes (certaines déplacées dans les salles de la Gran Guardia, d'autres au Palais Barbieri et certaines dispersées), il y avait : La Victoire des Véronais sur Barbarossa à Vacaldo en 1164 de Paolo Farinati, de 1598 ; la Victoire des Véronais sur les Mantouans au pont Molino en 1199 par Orazio Farinati de 1603 ; la Bataille nocturne sur le Ponte delle Navi, entre Cangrande Il et le rebelle Fregnano en 1354 par Pasquale Ottini.
Au début du XIXe siècle, la loggia change de destination et, jusqu'en 1837, elle sert de galerie d'art communale même si, comme il est décrit dans un rapport du Conseil de la même année, elle doit apparaître davantage comme un dépôt. L'édifice vit donc l'exécution d'une première phase de travaux de restauration, notamment à l'intérieur, entre 1820 et 1838. Ceux réalisés entre 1870 et 1874 furent beaucoup plus étendus : c'est à cette occasion que l'Annonciation de Girolamo Campagna fut déplacée, d'abord à l'intérieur de la loggia elle-même, sur les côtés du portail, puis à d'autres endroits de la ville. Et l'architecte Giacomo Franco a conçu la protomothèque à l'intérieur du bâtiment, qui prévoyait la mise en place de 110 médaillons, hermès et bustes en pierre de Véronais célèbres.
Au XXe siècle, des interventions de restauration et de consolidation se sont succédé à intervalles assez réguliers, parmi lesquelles celle qui a conduit au déménagement de la protomothèque au sein de la bibliothèque municipale de Vérone.